# Palanok
Palanok (ukrajinsky Паланок, maďarsky Munkács vára) je hrad v Mukačevu, v Zakarpatské oblasti Ukrajiny. Patří mezi památkově chráněné objekty (Architektonická památka národního významu) na Ukrajině.
Zámek se nachází na jihovýchodním okraji města, na vysokém návrší sopečného původu, které je 408 metrů dlouhé, 266 metrů široké a okolní terén převyšuje o 68 metrů. Jeho vrchol, na němž se hrad nachází, má plochu o rozměru 14 000 m². Od středu města je vzdálen asi tři kilometry.

## Historie

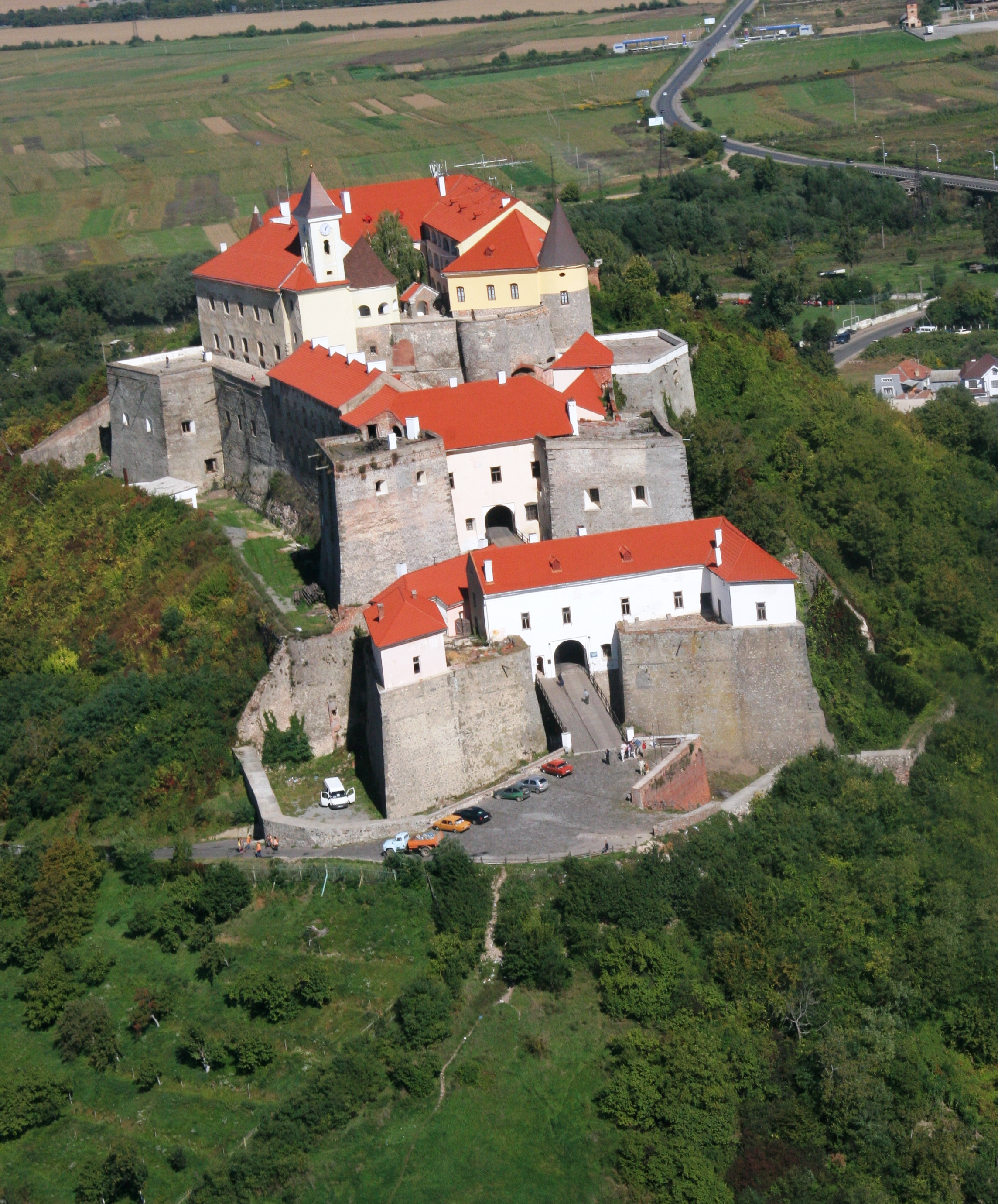
Hrad Palanok

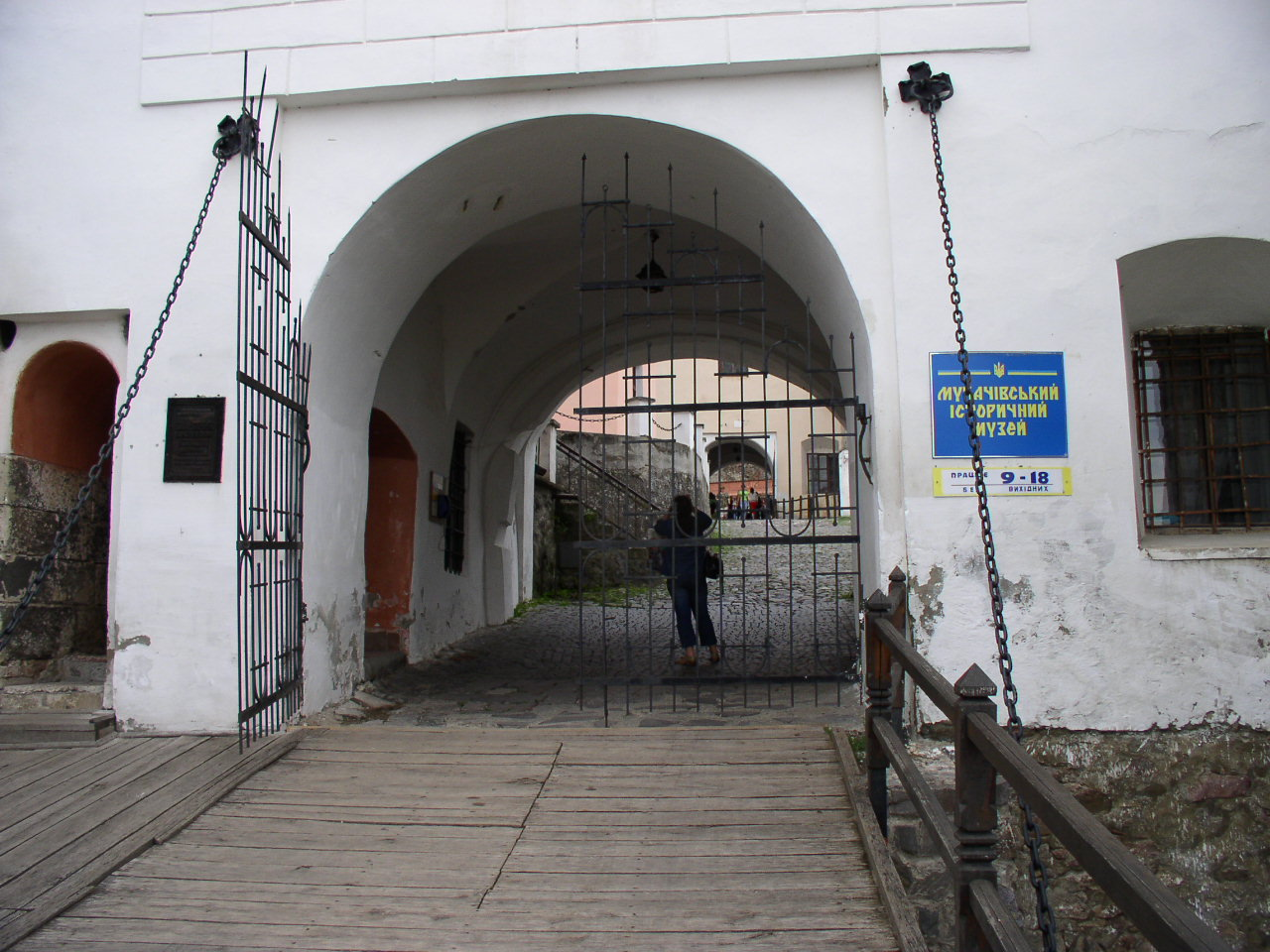
Hradní brána

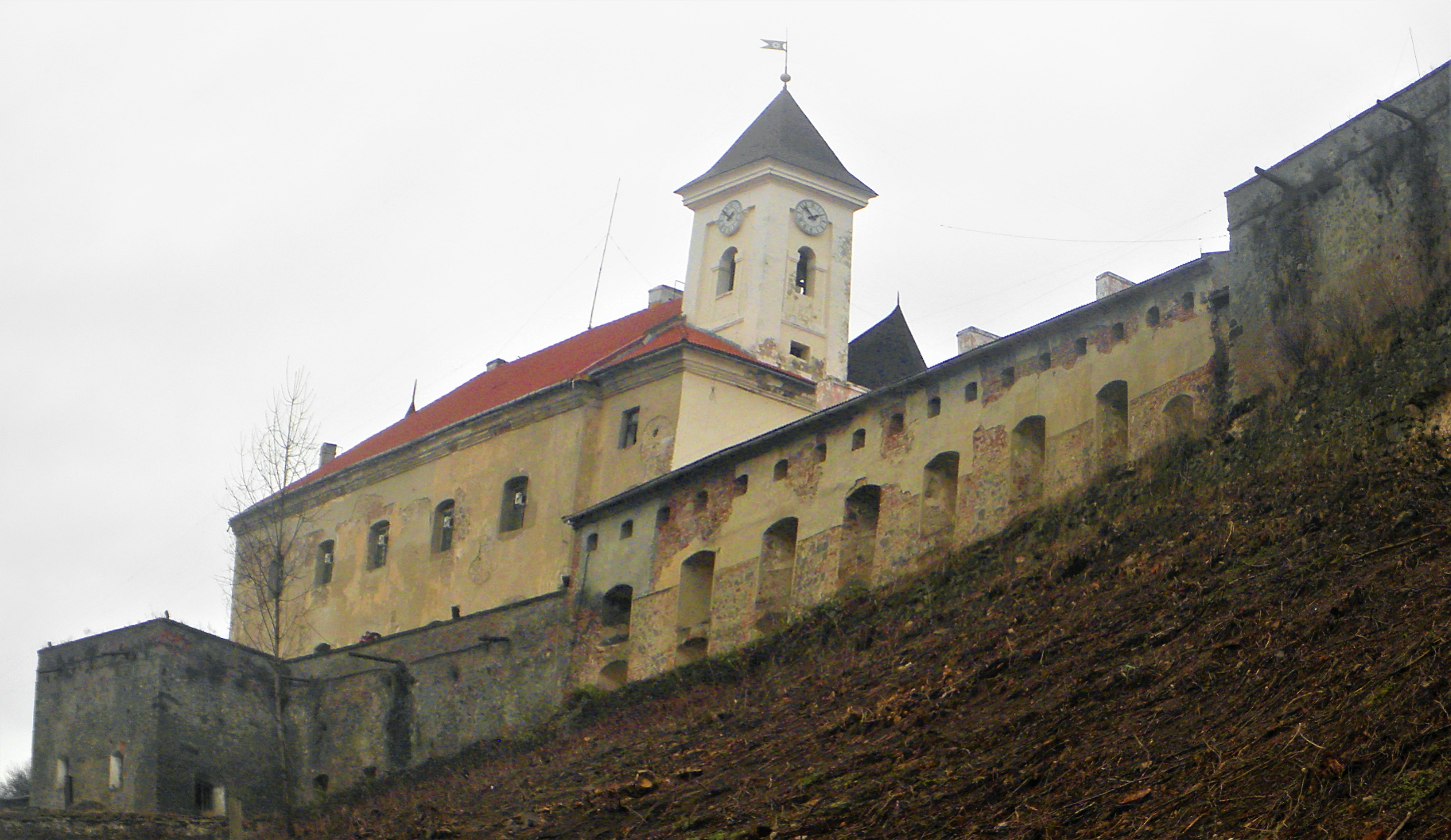
Hradní kostel

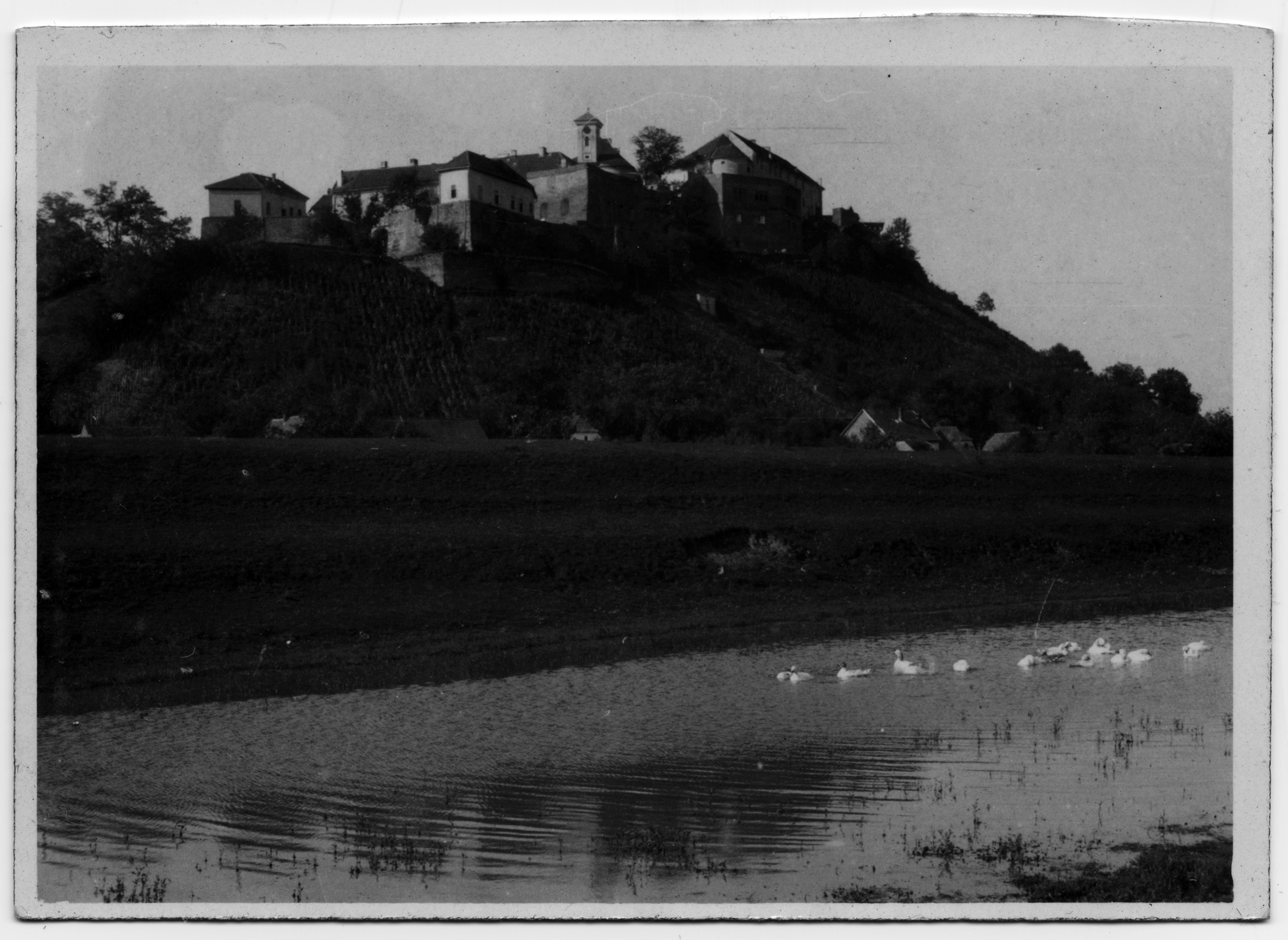
Hrad na meziválečné československé fotografii

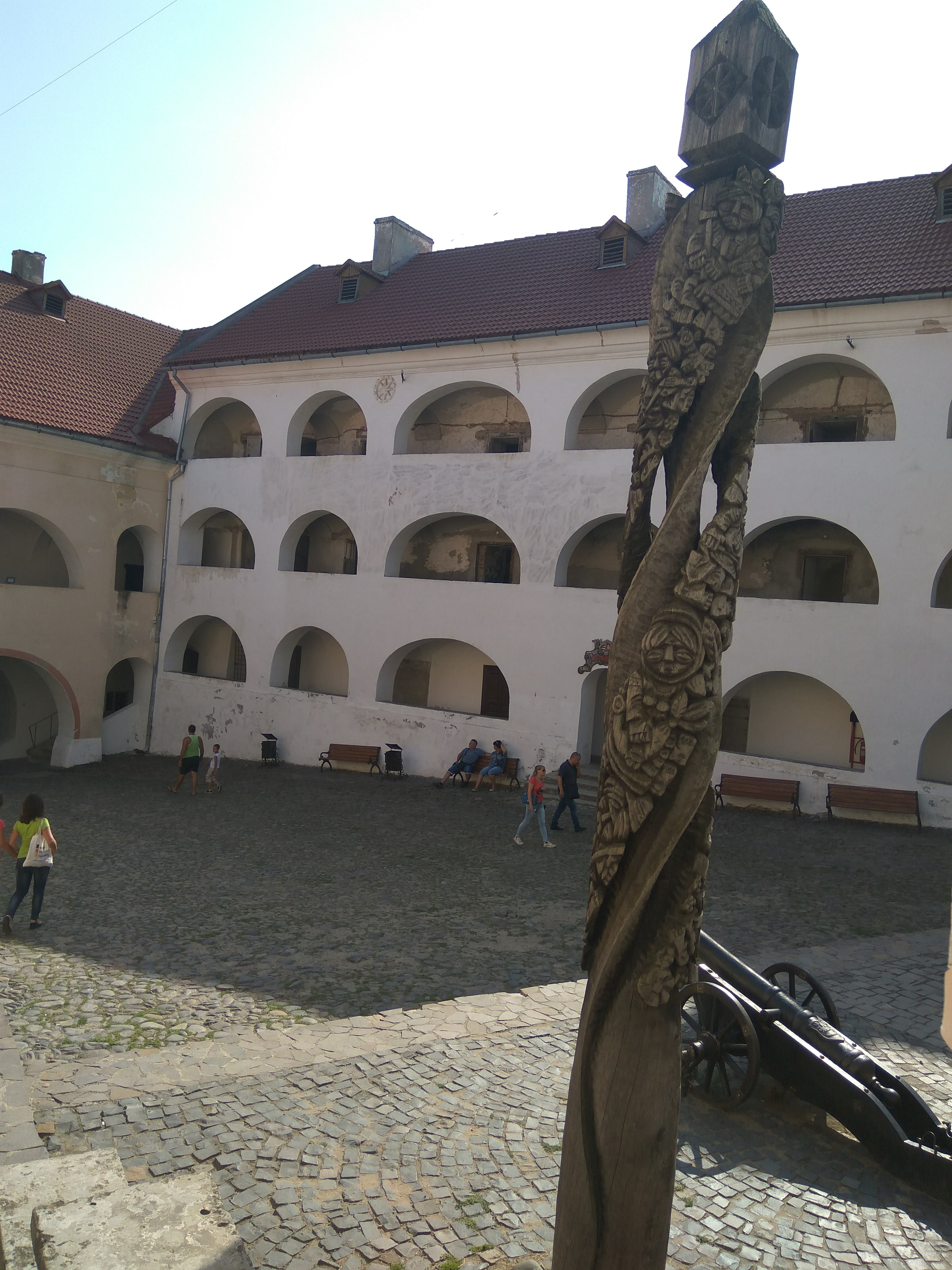
Nádvoří

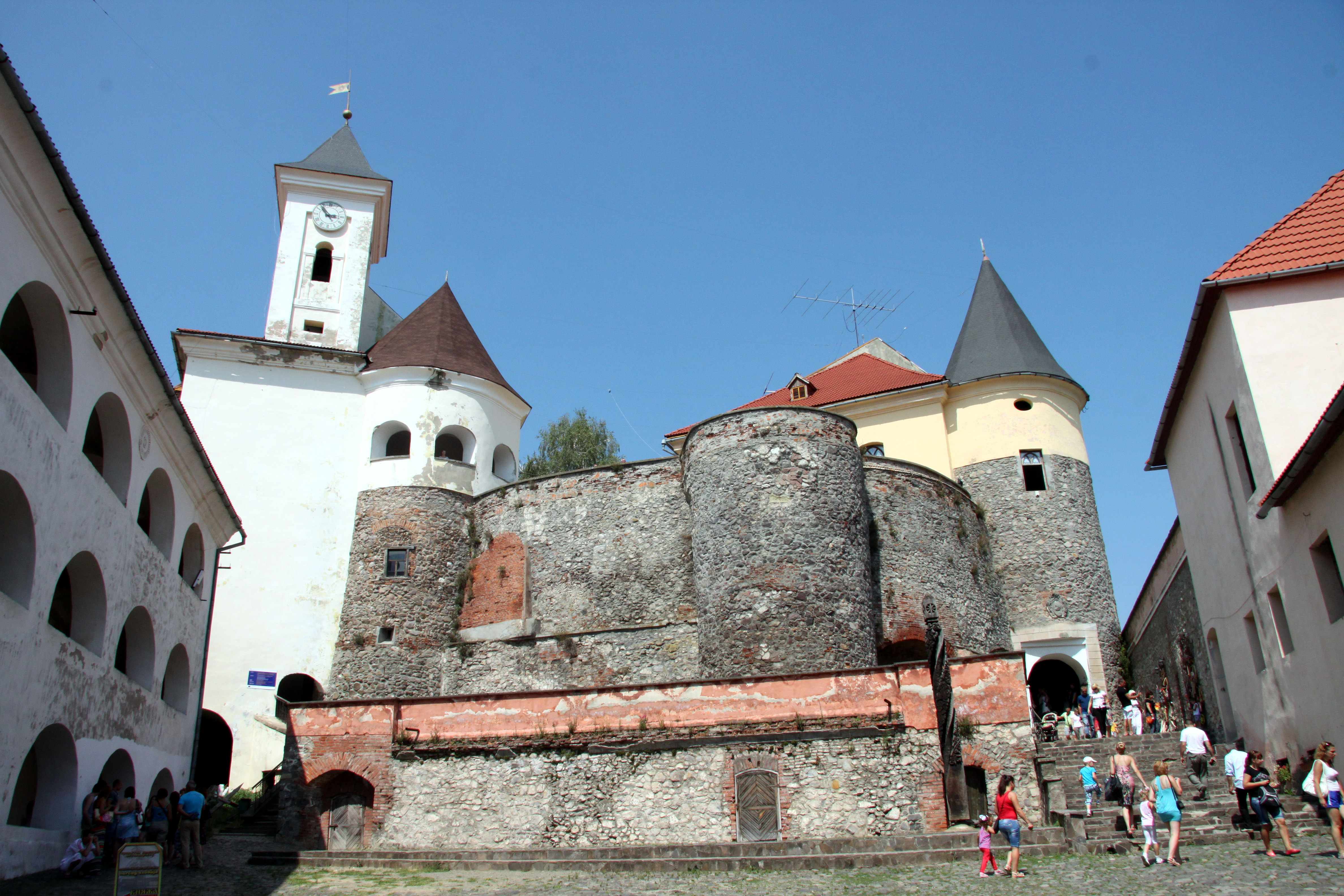
Schodiště ze středního do horního hradu

### Nejstarší období a středověk
Vrchol kopce, který obklopuje široká rovina a řeka byl osídlen již od neolitu. Existovalo zde rovněž i slovanské osídlení v 9. století. V 11. století zde bylo za vlády Ladislava I. Uherského postaveno kamenné opevnění. To je první písemná zmínka o existenci opevnění, předpokládá se, že zde existovalo již dříve, ale záznamy o tom neexistují. Při příchodu Maďarů do Karpatské kotliny bylo původní slovanské hradiště zcela zničeno.
V roce 1086 byl hrad napaden Pečeněgy, kteří hrad pět dní obléhali, ale dobýt se jim ho nepodařilo.
Středověký hrad byl zbudován na základě rozhodnutí uherského krále Bély IV. ve 13. století. Uherský panovník tím reagoval na tatarské nájezdy z let 1240–1241; další se odehrál v polovině 14. století. Tataři sem vnikali přes Verecký průsmyk a hrad byl první fortifikační stavbou v prostoru Karpatské kotliny, na kterou narazili. Nový hrad měl sloužit k ochraně východní hranice království. Původní stavbu rozšířil v letech 1396–1414 kníže z Podolí Teodor Koriatovič, který jej získal za své úspěchy v bojích pro uherského krále. Kromě opevnění Koriatovič stavbu výrazně rozšířil a proměnil také ve své sídlo. Zároveň byla do skály vyhloubena 85 metrová studna. Následujících dvě stě let hrad často měnil svého vlastníka.
Od roku 1423 byl na nějakou dobu vlastníkem srbský despota Đurađ Branković, v roce 1439 se jím stal László Palóczy a potom v roce 1445 János Hunyadi. Po jeho smrti se v roce 1456 stala paní hradu jeho vdova Erzsébet Szilágyi. Ještě později byli vlastníky hradu král Matyáš a poté Jánoš Korvín. V této době existoval pouze horní hrad, rozšíření stavby na nižší úrovně se uskutečnilo později.

### Novověk
V roce 1514 přešel hrad a jeho panství do vlastnictví uherské koruny a jeho vlastnictví přešlo z krále na krále. Během selské bouře byl hrad vážně poškozen. Uherští panovníci se jej snažili opravit, nicméně se jim na toto nedostávalo prostředků.
Po roce 1541 se hrad stal majetkem syna Jana Zápolského, ale ve skutečnosti se o něj starala jeho matka, královna Isabela Jagellonská. Teprve po Izabelině smrti se hrad stal majetkem devatenáctiletého Jana Zikmunda, který jej držel až do roku 1567. V roce 1560 daroval rakouský císař Ferdinand I. hrad Istvánu Dobó, ale protože byl fakticky v rukou nepřítele, nemohl Dobó dar přijmout. V roce 1557 po velké povodni přemístila řeka Latorica své koryto dále od hradu, což umožnilo vznik podhradí, také ale snížilo hradu jeho obrannou funkci.
Roku 1567 byl hrad obsazen císařskými vojsky. V roce 1573 jej Maxmilián II. daroval Gabrielu Mágócsiovi. V té době se Zikmund Rákoczi přiženil do rodu Mágócsiů a hrad později získali Rákociové. V roce 1611 se stal majetkem Mikuláše Eszterházyho.
V roce 1625 koupil hrad za 300 000 forintů sedmihradský kníže Gabriel Betlen. V té době hradní hejtman Ján Balling hrad opravil a na středním nádvoří nechal postavit novou budovu.
V té době měl Palanok čtrnáct bašt a novou budovu na středním nádvoří. V horním hradu se nacházel palác, ke kterému vedlo kamenné schodiště.
Po smrti Gabriela Bethlena v roce 1629 se majitelkou hradu stala jeho manželka Katalin Braniborská, která si o několik měsíců později vynutila jeho předání sedmihradskému knížeti Jiřímu Rakocimu. Podle dědického práva měl hrad po Katalinině smrti přejít do vlastnictví habsburského královského rodu, ale Jiří I. Rakoci se rozhodl, že jej převede do svého vlastnictví. Rakoci udělal vše pro to, aby tuto strategicky významnou pevnost získal. Velmi mu v tom pomohl hradní hejtman Jan Balling, který nedovolil královským vyslancům vstoupit do hradu. Hrad Palanok se tak dostal do vlastnictví Rakocziů. Kníže zde umístil svůj dvůr a vítal francouzské, polské a švédské vyslance, které úspěšně zval k jednání. Po jeho smrti převzala hrad jeho manželka Zuzana Lotrinská, která jej dále rozšiřovala a vylepšovala s využitím zkušeností francouzských architektů. K jižní budově centrálního nádvoří bylo přistavěno nové patro, k němuž přibylo nové nádraží
Po Zuzanině smrti se hradním pánem stal její syn Jiří II. Rákóczi. V letech 1649–1656 zde přijal mj. delegace záporožských kozáků Bohdana Chmelnického, s nimiž vyjednával o společné akci proti Polsku. V roce 1657 i přes protest osmanského sultána vstoupil do války proti Polsku, která skončila porážkou jeho vojsk. Z pomsty Poláci vyplenili Berežskou, Užskou a Zemplínskou župu, zničili města včetně Mukačeva a Berehova, ale hrad se jim jako takový obsadit nepodařilo. Po smrti Jiřího Rákozciho II. se na hrad přestěhovala jeho manželka Zsófia Báthoryová a syn František. Ten se oženil s Helenou Zrínskou, dcerou bána chorvatského původu, Petra Zrínského. Jejich synem byl František II. Rákóczi. Imrich nechal hrad opravit, zpevnit jeho zdi a kostel. Poté, co byl Thököly zajat Turky, zůstala na hradě Helena Zrínská se svými dvěma dětmi. Postupující císařská vojska snadno dobyla užhorodský hrad, vzdálený asi čtyřicet kilometrů a v polovině listopadu 1685 dosáhla Mukačeva.
Nakonec byla Helena Zrínská nucena vyjednávat s obléhateli a vzdát se hradu. Dohodu podepsala 15. ledna 1688 a o dva dny později vstoupilo do hradu vojsko císaře Leopolda I. vedené Antoniem de Caraffa. Helena Zrínská byla odvezena do Vídně a uvězněna v klášteře a její děti byly přiděleny do rakouského lycea. Leopold I. nařídil hrad posílit a učinit z něj nedobytnou pevnost.
Podle popisu z roku 1690 měl hrad podobu již tří částí s tím, že obývaná byla nejvyšší z nich (horní hrad). Hrad doplňovala síť hlubokých sklepů vyražených do skály, které pro případ útoků sloužila jako úkryt místního obyvatelstva. Hradní vrch doplňoval příkop dvanáct stop hluboký a obklopený dále do krajiny močálem. 
Hrad byl také centrem uherských povstání proti Habsburkům. Ti jej obsadili v roce 1711. Protože rod Rákocziů podporoval povstalce, rozhodl se tehdejší císař Karel VI. jim ho vzít. Naopak v roce 1726 udělil hrad a celé panství Lotarovi Františkovi ze Schönbornu za to, že jako kurfiřt vojensky pomohl císaři. V této době byla současná podoba hradu víceméně dokončena a stavba se již nikterak významněji nerozšiřovala.
Na mapách prvního vojenského mapování z konce 18. století se hrad objevil obklopený souvislým osídlením (podhradím), vesnicí, která později splynula s městem Mukačevem. Vidět jsou také tři části hradu (horní, dolní a střední). Vesnice vznikla v prostoru mezi opevněním okolo hradu (v rovině), mezi jednotlivými bastiony a úpatím kopce. Bastiony postupně zanikly a splynuly s okolním terénem, nicméně jejich severní polovina je ještě patrná na mapách třetího vojenského mapování z konce 19. století, stejně jako na mapách z období maďarské okupace z roku 1941. 
Za napoleonských válek, konkrétně od 11. prosince 1805 do 10. března 1806, byla na zámku střežena a uložena uherská koruna. Tuto skutečnost dnes připomíná pamětní deska v maďarštině a ukrajinštině, umístěná na hradě.
Od roku 1789 až do roku 1897 se zde nacházelo vězení, kde byla umístěna řada politických vězňů, např. Alexandros Ypsilanti (v letech 1821–1823), Ferenc Kazinczy (v letech 1800–1801) nebo Michail Alexandrovič Bakunin. V roce 1848 byl Palanok obsazen povstalci, kteří politické vězně propustilil. Povstalci se vzdali až dne 26. srpna 1849, a to ruské armádě, která přišla na pomoc Habsburkům.
V padesátých letech 19. století zde bylo až 930 odsouzených. Vězení bylo uzavřeno při příležitosti výročí tisíce let existence uherského státu v roce 1896. Poslední vězní byli přesunuti do jiných míst dne 20. května 1897. V roce 1905 bylo celé zařízení prodáno v dražbě. Celkem za celou dobu existence věznice zde pobývalo 19 700 vězňů, dva tisíce jich zde zemřelo. V témže roce byla umístěna na severovýchodní baštu socha turula, maďarského bájného ptáka. Roku 1901 zde byl na počest vítězné bitvy proti povstalcům instalován obelisk.

### Dvacáté a 21. století
Od roku 1926 se zde nacházela kasárna československé armády. V téže době byl také odstraněn turul a další památky na Rakousko-Uhersko. Jižním a východním směrem od zámku byly postaveny vojenské objekty. Roku 1938 je po První vídeňské arbitráži převzala armáda Maďarska. Ti sice sochu Turula navrátili, Sověti ji ale v roce 1945 opět odstranili a roztavili pro železo na sovětské válečné památníky.
V šedesátých letech 20. století se na zámku nacházela zemědělská škola, učili se zde řidiči traktorů. V sedmdesátých letech 20. století byl celý areál zámku opuštěn, některé části ale sloužily pro občasné výstavy. Mimo jiné se zde natáčely scény z několika sovětských filmů, například Karatel z roku 1969.
V roce 1993 bylo do areálu zámku umístěno muzeum. Stalo se tak po dlouhaleté práci Lvovského restaurátorského institutu, který však v některých historických prvcích zámků nepostupoval dostatečně citlivým způsobem. Roku 1998 byla do nádvoří Horního hradu instalována Koriatovičova socha.
Do 21. století se zámek zachoval v udržovaném a zachovalém stavu. Velká část zachovalých částí pochází z počátku 17. století. V roce 2007 se zde uskutečnila výstava maďarského malíře, Mihály Munkácsyho, vystavena byla většina jeho děl.
Ve třetí dekádě 21. století se stal hrad rovněž i lokací jedné z počítačových her.
V třetím čtvrtletí roku 2023 navštívilo zámek, ač během probíhající války na celé Ukrajině, 75 tisíc návštěvníků, z toho 19 tisíc dětí. Od roku 2019 také probíhá archeologický výzkum hradu.

## Popis
Samotný hrad se dělí na tři části podle jednotlivých nádvoří. Jedná se o: horní hrad, střední hrad a dolní hrad. Všechny objekty mají okolo sto třiceti místností.
Horní hrad je největší a nejvyšší částí hradu Palanok. Tvoří jej nádvoří, které od nižšího, středního hradu odděluje brána a několik bastionů (Bastion Stromu svobody, Rakócziho bastion, Lorantffyho bastion). Stojí zde také kostel Neposkvrněného početí Panny Marie. Stojí zde busta S. Petofiho, několik dalších památníků (např. socha Teodora Koriatoviče) a na severovýchodním bastionu potom ukrajinský trojzubec, který nahradil původního maďarského ptáka turula.
Střední hrad sestává z Vnitřní brány, Husarského a Vagnerova bastionu, jednoho nádvoří s pamětní deskou Sándora Petőfiho. Historicky byl využíván jako kasárna, sklad munice, nebo jako hospodářské budovy pro Horní hrad.
Dolní hrad zahrnuje prostředí okolo dolní brány, příkop a opevnění. Stojí zde také socha Ilony Zrinské a Imreho Thökölyho.

## Přístup
Hrad stojí stranou většiny mukačevských dopravních tepen. Nejbližší rušnou ulicí je ul. Hrafa fon Šenborna. Přístup je po boční ulici, která obchází hradní vrch a dosahuje Dolní brány na její jižní straně.

## Pověst
K místní velmi hluboké studni se váže legenda, že Koriatovič uzavřel smlouvu s ďáblem, aby dokázal vodu do takového místa přivést. Mohou se tak z ní ozývat dodnes zvuky.

## Využití
V současné době se jedná o turistickou atrakci města. Místnosti hradu slouží jako muzea a galerie. Muzeum je věnované dějinám města Mukačevo a zámku samotného.
Rozsáhlá sklepení hradu dnes do jisté míry slouží jako vinné sklepy.